# Rocinha
Rocinha – największa fawela w Brazylii, położona w południowej części Rio de Janeiro, pomiędzy dzielnicami São Conrado, Vidigal i Gávea. Rocinha oficjalnie stała się dzielnicą w dniu 18 czerwca 1993, na mocy prawa Lei Nº 1 995.
Rocinha jest położona na stromym wzgórzu i znajduje się w pobliżu dzielnic zamieszkanych przez klasę średnią i wyższą: São Conrado i Leblon. Jej powierzchnia wynosi 143,72 ha, a w jej skład wchodzi 14 jednostek administracyjnych: Barcelos, Rua 1, Rua 2, Rua 3, Rua Nova, Roupa Suja, Cachopa, Vila Verde, Macega, Vila Cruzado, 199, Laboriaux, Boiadeiro i Dionéia. 
Zgodnie ze spisem powszechnym z 2010, liczba mieszkańców Rocinhii wynosi prawie 70 tys., co czyni ją największą fawelą w Rio de Janeiro oraz całej Brazylii. Nieoficjalne dane podają liczbę mieszkańców od 180 do 220 tys.

## Historia
W XVIII i XIX wieku na terenie dzisiejszej faweli Rocinha znajdowało się duże gospodarstwo Quebra Cangalhas, gdzie hodowano bydło. Na początku XX wieku powstała główna ulica przecinająca całą dzielnicę – Estrada da Gávea, wzdłuż której osiedlali się imigranci z Hiszpanii i Portugalii, zajmując niewielkie działki pod uprawę warzyw i owoców. Od lat 30. XX wieku produkty pochodzące z tych upraw zaczęły trafiać na targ Largo das Três Vendas w dzielnicy Gávea (obecnie jest to plac Praça Santos Dumont). Warzywa i owoce były dobrej jakości i kupujący często pytali hodowców, skąd pochodzą ich towary. Na co tamci odpowiadali: “z naszej skałki (rocinha)” i stąd pochodzi nazwa obecnej faweli. 
W latach 1933–1954 Estrada da Gávea biegnąca przez Rocinhę była częścią toru wyścigowego Circuito da Gávea zwanego też Trampolim dos Diabos (Trampolina Diabłów) ze względu na wiele ostrych zakrętów oraz liczne dziury i wyboje – droga została wyasfaltowana dopiero w 1938 roku. Trasa liczyła ok. 10 km i zaczynała się przy ulicy Rua Marquês de São Vicente, biegła przez Jockey Club Brasileiro, Avenida Visconde de Albuquerque w dzielnicy Leblon i Avenida Niemeyer. Rajd cieszył się dużą popularnością wśród Brazylijczyków i obcokrajowców. 
W latach 50. do Rocinhii zaczęli napływać mieszkańcy Północnego Wschodu, poszukujący w Rio de Janeiro pracy i lepszej jakości życia. Jednocześnie następował rozwój bogatych dzielnic Ipanemy i Leblonu, spychając Rocinhę jeszcze wyżej na wzgórze. W kolejnych dekadach coraz więcej robotników z innych regionów Brazylii osiedlało się w Rio, znajdując zatrudnienie przy dużych projektach, takich jak tunel Rebouças i tunel Dois Irmãos (obecnie Zuzu Angel). Po zakończeniu prac wielu z nich osiedlało się na wzgórzu. W 1976 roku oddano do użytku drogę łączącą dzielnice Lagoa i Barra – wówczas zburzono najniżej położoną część faweli. Mieszkańcy znowu szukali działek położonych coraz wyżej, zasiedlając niezamieszkane wcześniej fragmenty lasu,  które dzisiaj tworzą część Rocinhii o nazwie Laboriaux.  
W pierwszej połowie lat 60. gubernator ówczesnego stanu Guanabara Carlos Lacerda przeprowadził plan przesiedlenia faweli w Rio, którym miała być objęta także Rocinha. Jego zamierzeniem było przeniesienie mieszkańców na tereny oddalone od centrum i położone w zachodniej części miasta, w okolicach dzisiejszego Miasta Boga. Jednak wraz z wygaśnięciem mandatu gubernatora w 1965 roku, plany nie zostały ostatecznie zrealizowane. W latach 70. i 80. nastąpił dalszy rozwój faweli i napływ nowych mieszkańców. Wówczas powstały pierwsze zorganizowane grupy mieszkańców, mające na celu rozwój społeczności. Zapoczątkowane zostały projekty dotyczące zdrowia, edukacji, założono kanalizację i elektryczność. Utworzono szkoły i przedszkola oraz domy kultury. Ok. 80% mieszkańców faweli pochodzi z Północnego Wschodu kraju, co ma wpływ na lokalną kulturę.

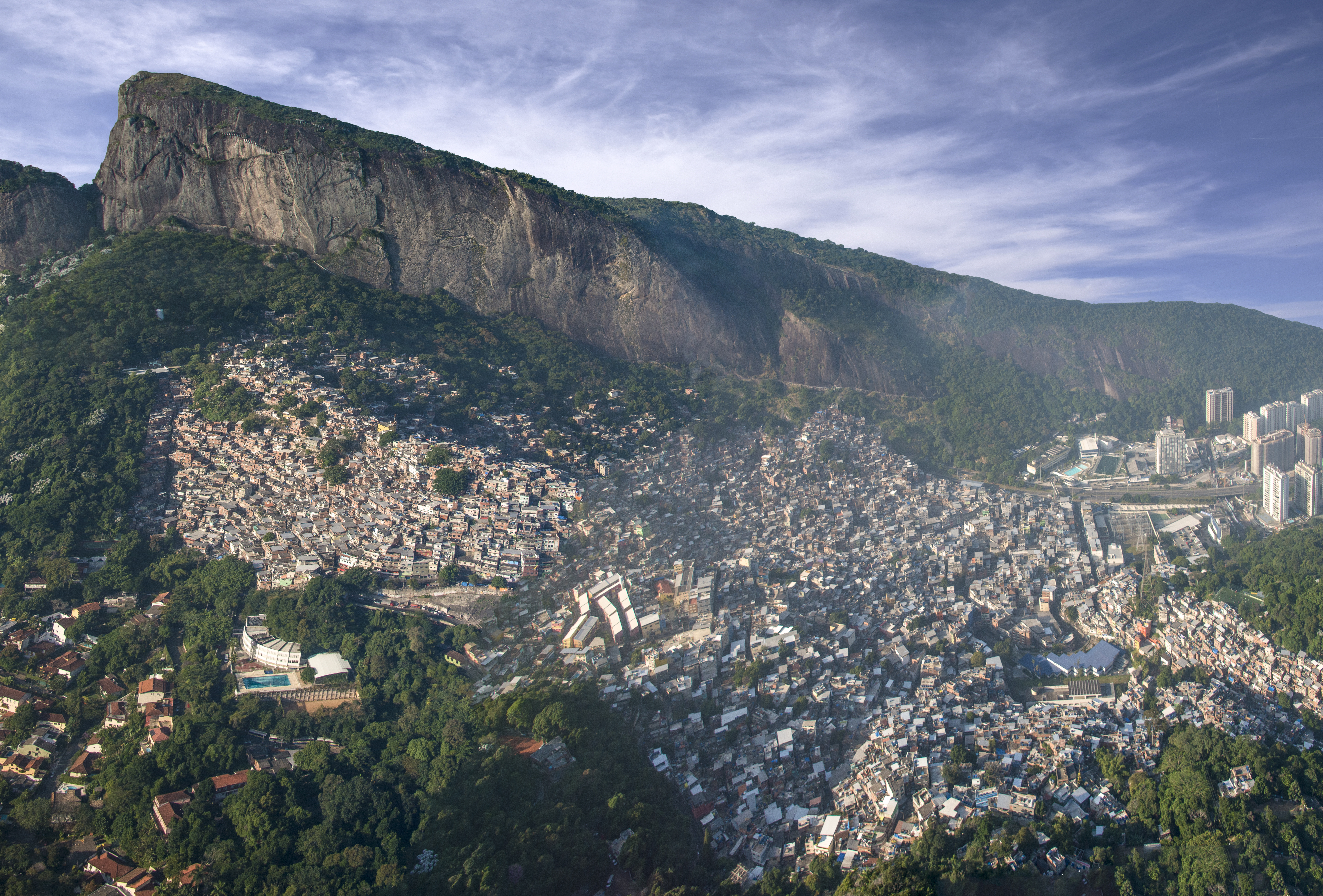
Rocinha

Dzisiaj Rocinha jest jedną z dzielnic Rio de Janeiro – status dzielnicy uzyskała w 1993 roku na mocy prawa Lei Nº 1 995. Jednak wciąż boryka się z problemami, takimi jak brak odpowiedniej infrastruktury czy przemoc. Zaledwie 31% ulic w dzielnicy jest wyasfaltowanych, a do 1,8% domów można dojechać samochodem – aby dostać się do pozostałych, trzeba skorzystać ze schodów, chodnika lub deptaka. Dostęp do elektryczności ma zaledwie połowa domów w faweli. W 2010 roku w Rocinhii oddano do użytku kładkę zaprojektowaną przez Oscara Niemeyera, łączącą fawelę z centrum sportowym położonym po drugiej stronie ulicy Lagoa-Barra. Z tej okazji fawelę odwiedził ówczesny gubernator Rio Sérgio Cabral oraz kandydat na wiceprezydenta (później prezydent) Michel Temer. 

### Pacyfikacja Rocinhii
Fawele z Rio de Janeiro stały się przedmiotem szczególnego zainteresowania władz miasta i kraju przed dwoma wielkimi imprezami sportowymi, jakie były planowane w Brazylii Mistrzostwa Świata w Piłce Nożnej 2014 i Letnie Igrzyska Olimpijskie 2016. Od 2008 roku rozpoczęły się operacje policyjne zwane pacyfikacjami, mające na celu zaprowadzenie porządku w dzielnicach nędzy, głównie poprzez walkę z handlarzami narkotyków. 

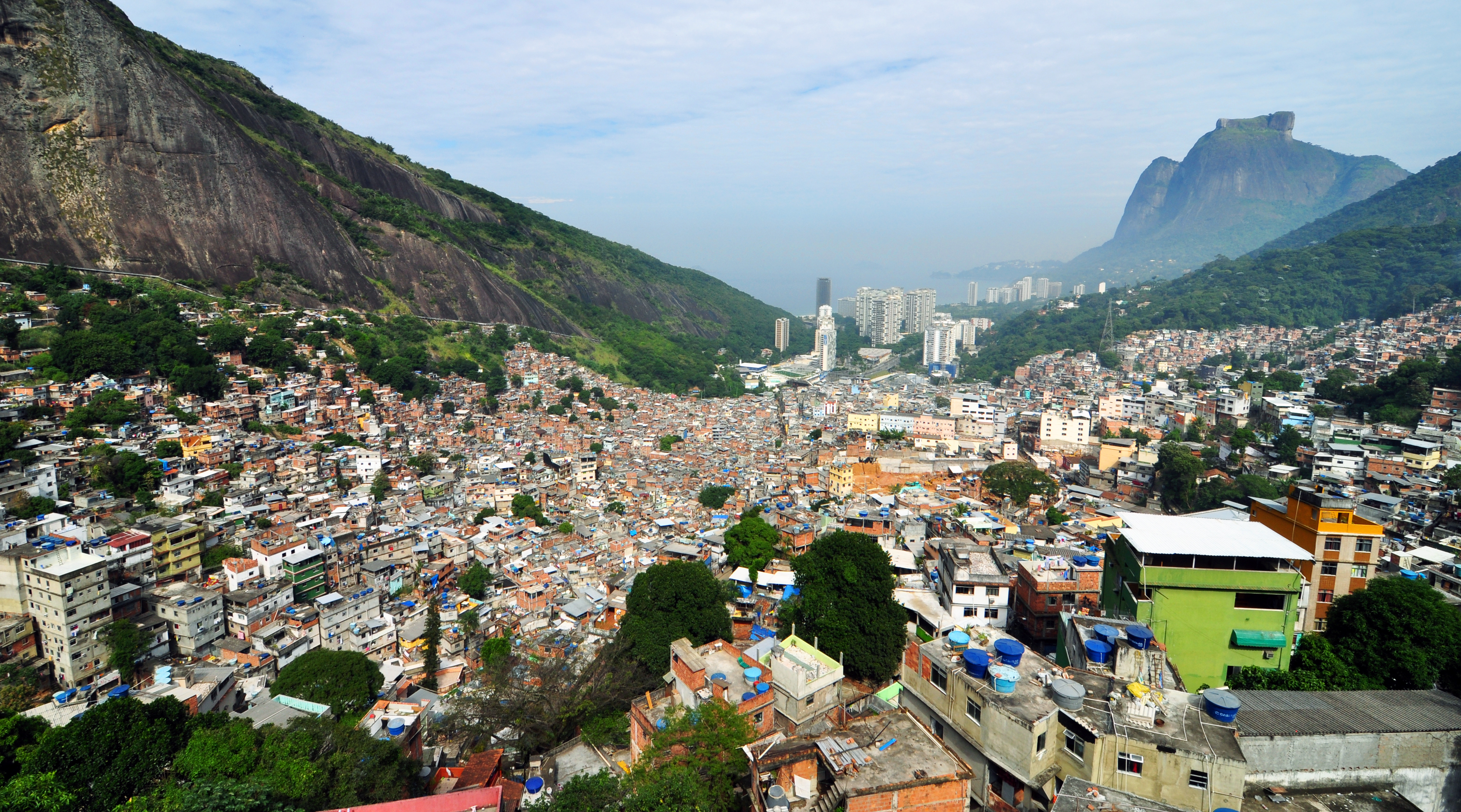
Rocinha - widok na ocean ze wzgórza

Pacyfikacja Rocinhii miała miejsce w listopadzie 2011 roku i przebiegła bardzo sprawnie, w jej trakcie nie padł ani jeden strzał. Do faweli wkroczyły oddziały złożone z ok. 3 tys. żołnierzy i policjantów z jednostki specjalnej BOPE. Po opanowaniu faweli, powstały tam posterunki tzw. policyjne jednostki pacyfikacyjne (Unidade de Polícia Pacificadora - UPP), pilnujące porządku na zajętych terenach. 
Największym sukcesem podczas operacji policyjnej było aresztowanie Antônio Francisco Bonfim Lopesa zwanego Nem – przywódcy grupy przestępczej Amigos dos Amigos (Przyjaciele Przyjaciół), działającej na terenie Rocinhii. Jednak już rok po pacyfikacji, handlarze narkotyków, którzy wcześniej uciekli do sąsiednich dzielnic, wrócili do Rocinhii, a policja odnotowała zwiększoną liczbę miejsc, gdzie handlowano narkotykami. 
We wrześniu 2017 roku nasiliły się walki o wpływy w Rocinhii pomiędzy dwoma grupami przestępczymi i 18 września do faweli wkroczyła policja, a następnie wojsko. Podczas prób pacyfikacji postrzelonych zostało kilku policjantów, spalono autobus miejski oraz zamknięto ważne punkty komunikacyjne w dzielnicy, na przykład tunel Zuzu Angel i ulicę Lagoa-Barra. Lekcje w szkołach zostały czasowo odwołane.